# Richard Constant Boer
Richard Constant Boer, född 31 januari 1863, död 20 augusti 1929, var en nederländsk språk- och litteraturforskare.
Boer blev professor vid universitetet i Amsterdam 1900. Han var en av sin tids mer bemärkta germanister och behandlade i en rad skrifter frågor om isländsk filologi och litteraturvetenskap. Han utgav 1922 Poetiska Eddan med historisk-kritisk kommentar och ägnade de forngermanska hjältesagorna, särskilt Nibelungenlied ett hängivet studium. Boer utgav även handböcker i germanistik, bland annat Oergermaansch handboek (1918). Genom studier över Henrik Ibsen, Alexander Kielland, Knut Hamsun med flera väckte han i Nederländerna intresse för nyare skandinavisk litteratur.